# Budynek przy ulicy Lutsu 8 w Tartu
Budynek przy ulicy Lutsu 8 – drewniany budynek przy ulicy Lutsu 8 w Tartu wpisany do Estońskiego rejestru zabytków pod numerem 6942. Od 2004 roku w obiekcie mieści się Muzeum Zabawek w Tartu.

## Historia budynku
Konstrukcja budynku rozpoczęła się w 1770 roku i trwała do roku 1772. Wybudowano go na potrzeby miejscowego garnizonu, budynek mieścił w sobie szkołę dla dzieci wojskowych oraz cerkiew. Od 1820 roku w budynku znajdowała się już szkoła przygotowywacza do gimnazjum, do której uczęszczali przede wszystkim synowie miejskich rzemieślników. W 1829 roku budynek został sprywatyzowany i przebudowany na dom mieszkalny. W XX wieku dom był wynajmowany, a ostatni mieszkańcy opuścili go na początku lat dziewięćdziesiątych.
Na podstawie dekretu ministra kultury nr 12 z 20 marca 1997 roku budynek został wpisany do estońskiego rejestru zabytków kultury (16 września) pod numerem 6942.
W 1998 roku budynek został zakupiony przez władze miejskie na potrzeby Muzeum Zabawek. Pod tym kątem została w latach 2002–2003 przeprowadzona renowacja, która przywróciła budynkowi XIX-wieczny wygląd.
W 2005 roku odnowiono kamienną powozownię, znajdującą się na dziedzińcu posesji. Pieniądze na renowację pozyskano z funduszy unijnych.

## Opis
Dwukondygnacyjny drewniany budynek, z cechami późnego barok i klasycyzmu. Do XXI wieku zachowały się ściany zbudowane z poziomo ułożonych belek oraz duża część elewacji od strony dziedzińca, gdzie deski ustawione były pionowo. Również osłonięte kominy i drewniany gzyms są pozostałościami pierwotnego kształtu budowli.
W 1829 roku obiekt przebudowano w stylu klasycystycznym. Powiększono okna, wydzielono mniejsze pomieszczenia, na sufit i ściany otynkowano, na tych ostatnich namalowano imitacje marmurów, postawiono też glazurowane, niebiesko-białe piece.
Na dziedzińcu budynku znajduje się kamienna powozownia z piwnicą.